# Лунапарк (альбом)
«Лунапарк» — шестой студийный альбом группы «Би-2», выпущенный компанией «Мистерия звука» в 2009 году.

## История
Обложку альбома украшает снимок ворот в знаменитый Мельбурнский луна-парк, сделанный постоянным австралийским фотографом «Би-2» Геннадием Ревзиным. Образ луна-парка стал ключевым, когда Лёва Би-2 написал песню «Я верю», позже переименованную в «Лунапарк».

## Список композиций
| №                   | Название                         | Длительность |
| ------------------- | -------------------------------- | ------------ |
| 1.                  | «Караоке»                        | 3:26         |
| 2.                  | «Bowie»                          | 4:54         |
| 3.                  | «Банзай»                         | 4:02         |
| 4.                  | «Муза»                           | 3:14         |
| 5.                  | «Шар земной»                     | 4:35         |
| 6.                  | «Третий Рим»                     | 3:18         |
| 7.                  | «Смертельный номер»              | 4:37         |
| 8.                  | «До утра (при участии Чичерина)» | 4:03         |
| 9.                  | «Чёрная река»                    | 4:35         |
| 10.                 | «Тесла»                          | 3:42         |
| 11.                 | «Лунапарк»                       | 4:05         |
| 12.                 | «Деревянные солдаты»             | 4:53         |
| 13.                 | «Шамбала»                        | 3:34         |
| 14.                 | «Школа танцев»                   | 3:37         |
| 15.                 | «Christmas»                      | 3:50         |
| Общая длительность: | Общая длительность:              | 57:07        |

| №                   | Название              | Длительность |
| ------------------- | --------------------- | ------------ |
| 1.                  | «В чужом краю»        | 4:00         |
| 2.                  | «Jazz»                | 4:44         |
| 3.                  | «Тень»                | 3:49         |
| 4.                  | «Всё, что было потом» | 2:41         |
| 5.                  | «Сначала»             | 5:51         |
| 6.                  | «Другое место»        | 4:54         |
| 7.                  | «Солдат 2»            | 2:54         |
| Общая длительность: | Общая длительность:   | 28:52        |

## Видеоклипы
- Муза
- Шар земной
- Bowie
- Шамбала